# HALF BREED
HALF BREED（ハーフ・ブリード）は、1984年に発表された甲斐バンド初のビデオ・クリップ集。市販映像作品としては2作目。

## 概要
1982年制作の『無法者の愛』、1983年制作の『GOLD』『THE BIG GIG』を収めたビデオ・クリップ集。
現在は廃盤であるが、2008年発表DVD『PV BEST〜無法者の愛〜』にて本作の全編が初DVD化された。
なお当時のライナーノーツには、1984年9月付けの萩原健太による作品解説の他に
●KAI BAND VIDEO LISTとして、上記3作品以外で
- 1979年「NHKホール・ライヴ」「LIVE IN BUDOKAN」
- 1980年「日本武道館ライヴ」
- 1981年「花園ラグビー場ライヴ」
- 1983年「東京の一夜」特別編集版
- 1984年「フェアリー（完全犯罪）」

の記載がある。

## 収録内容
無法者の愛（1982年制作）
1. 無法者の愛
2. ダイナマイトが150屯
3. 観覧車'82

GOLD（1983年制作）
1. ボーイッシュ・ガール
2. GOLD
3. シーズン

THE BIG GIG（1983年制作）
1. 東京の一夜

- 撮影　/　井出情児＋East&West Vision